# Grupos de Rescate e Intervención en Montaña
Los Grupos de Rescate Especial e Intervención en Montaña (GREIM), originariamente Grupos Rurales Especiales de Intervención en Montaña, son unidades especiales del Servicio de Rescate e Intervención en Montaña de la Guardia Civil que realizan sus funciones en lugares de difícil acceso, entendiéndose por estos las zonas de montaña o en aquellas otras que, por su dificultad orográfica o climatológica, requiera de una especial preparación física y técnica, así como del empleo de medios técnicos adecuados, como en cavidades subterráneas. Las actuales unidades datan de la reorganización del Servicio en 1981 sobre la base de los antiguos Grupos de Esquiadores-Escaladores que tienen su origen en 1967. 
Sus dos misiones principales son el rescate en montaña y espeleosocorro y las labores de Policía Judicial en medio montañoso, con meteorología adversa o en las que sea necesario el uso de medios técnicos.
La Dirección General de la Guardia Civil, en su normativa interna asigna los siguientes cometidos al Servicio de Montaña:
- Prestar auxilio a las personas accidentadas, perdidas o aisladas en zonas de montaña o lugares de difícil acceso.
- Velar por el cumplimiento de las disposiciones que tiendan a la conservación de la naturaleza y medio ambiente en zonas de alta montaña.
- Garantizar la seguridad y el cumplimiento de la legislación vigente en dichas zonas de actuación.
- Realizar servicios de vigilancia y de prevención y mantenimiento del orden público en pistas de esquí, así como en competiciones deportivas de montaña.

Aunque genéricamente se ha conocido a estas Unidades de la Guardia Civil como los GREIM, en la actualidad las Unidades están estructuradas en SEREIM (Sección de Montaña), compuesta por unos 15 especialistas al mando de un Oficial de la Guardia Civil; GREIM (Grupo de Montaña), compuesto por unos 11 especialistas al mando de un suboficial y EREIM (Equipo de Montaña), compuesto por entre 5 y 6 especialistas al mando de un Cabo o Cabo 1.º Se encuentran distribuidas por todos los macizos montañosos de la geografía española, tanto peninsular como insular.

## Historia

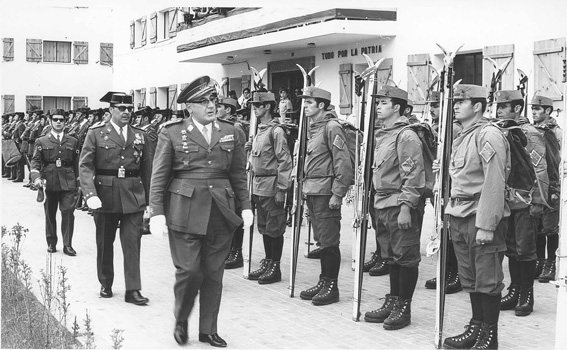
Las Unidades de Esquiadores en 1973 en Jaca.

Tras la guerra civil española, la lucha terrorista contra el régimen de Francisco Franco materializada en el maquis obliga a la Guardia Civil a formar a miembros de la Benemérita capaces de moverse con soltura por terreno de alta montaña, ya que en dichas zonas se refugiaban estos combatientes, así como para evitar el contrabando por la frontera francesa. A partir de estos sucesos, a primeros de los años 40 del siglo XX, se crean las Comandancias de Fronteras en las provincias limítrofes con el Pirineo y con la frontera portuguesa, apareciendo los primeros guardias civiles con conocimientos en esquí, vida y movimiento en montaña. Los primeros cursos se realizan con el Ejército en la Escuela Militar de Montaña, instalada en la zona de Rioseta, cercana a la localidad de Canfranc y posteriormente se continuaba con la formación propia en las instalaciones de Coll de Ladrones. Tras este período comienza en España un auge por los deportes de montaña, presentándosele a la Federación Española de Montañismo el problema de contar con grupos de especialistas para realizar los rescates que iban surgiendo. Dado que la primera noticia de tales sucesos se daba en los «cuartelillos» de la Guardia Civil, en 1967 se crean las Unidades de Esquiadores-Escaladores de dicho Cuerpo que tenían una presencia activa en Pirineos y Picos de Europa. 

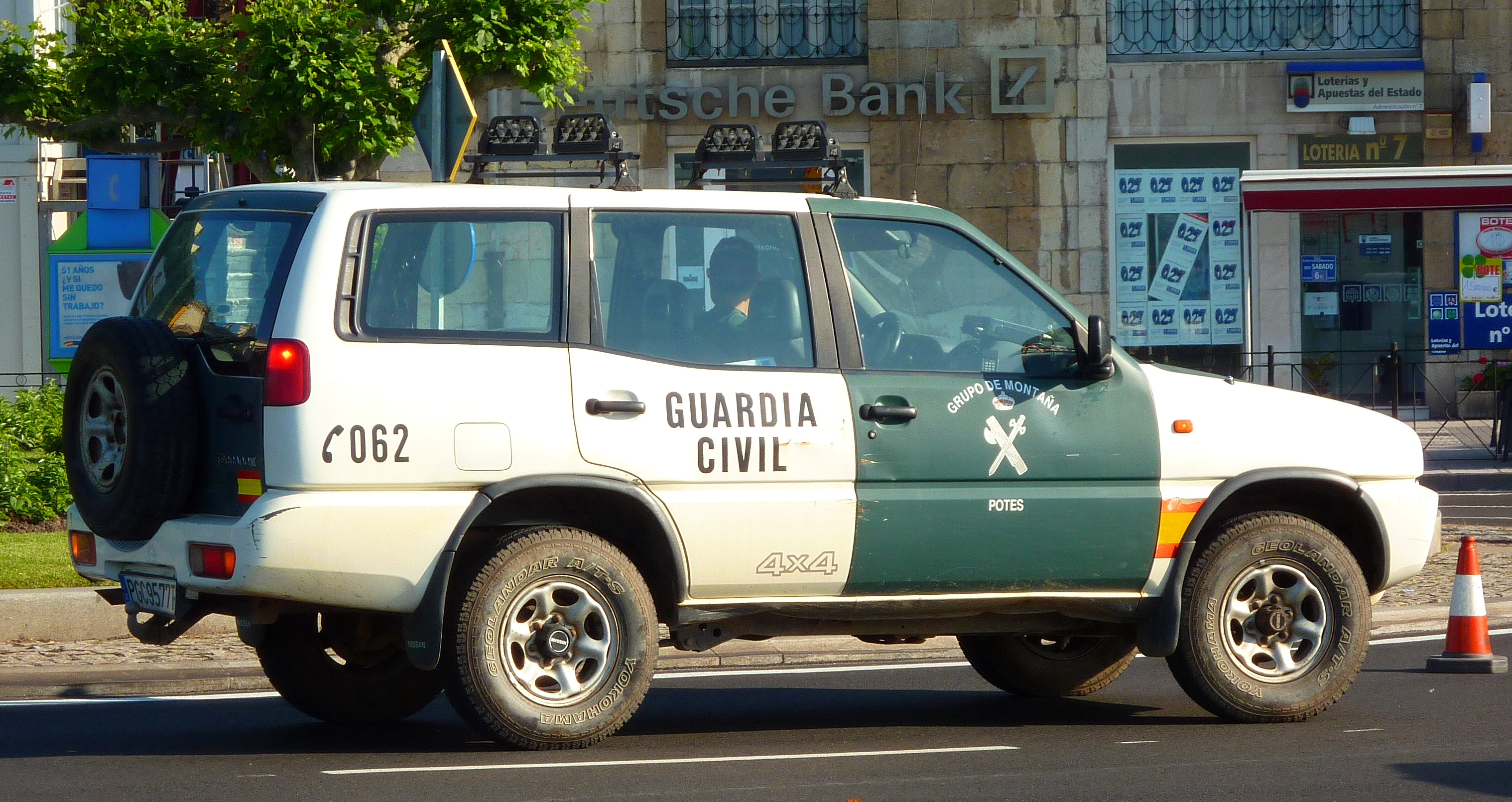
Nissan Terrano II largo con soportes para esquíes en el techo del GREIM de Potes (Cantabria).

Antes de la existencia de los Grupos de Esquiadores-Escaladores de la Guardia Civil los rescates eran realizados por militares y voluntarios civiles quienes abandonaban sus trabajos y se trasladaban por sus propios medios para realizar los rescates que eran necesarios. Las largas distancias a recorrer y los medios de transporte y carreteras de aquella época hacían que la llegada de los socorristas se demorara más de los normal con el consiguiente perjuicio de los accidentados. La Federación Española de Montañismo bajo la presidencia de Félix Méndez, así como los propios montañeros franceses, sugirió la conveniencia que en la vertiente española de Pirineos existieran grupos de rescate similares a los de la Gendarmería Nacional Francesa, por lo que ambos propusieron la fundación de los grupos de la Guardia Civil y ofrecieron todo su apoyo de la mano de François Didelin (cita necesaria).
En 1981 se reorganiza la antigua distribución de las Unidades de Montaña de la Guardia Civil, con la formación de los GREIM y su distribución por todos los macizos montañosos de la geografía nacional, creándose una Inspección Nacional y una escuela de formación (CAEM) y posteriormente, a primeros de los años 90 se crea el actual Servicio de Montaña de la Guardia Civil con el despliegue que conocemos actualmente formado aproximadamente por unos 250 guardias civiles y que utilizan para realizar gran parte de los rescates el apoyo de las Unidades de Helicópteros de dicho Cuerpo. El éxito del servicio realizado por los GREIM en sus primeros diez años de vida, con la nueva organización y despliegue, llevó en el año 1992 a la Comisión Internacional de Socorro Alpino (CISA) al reconocimiento del Servicio de Montaña de la Guardia Civil como uno de los cuatro mejores del mundo junto con los de Francia, Suiza y Austria.

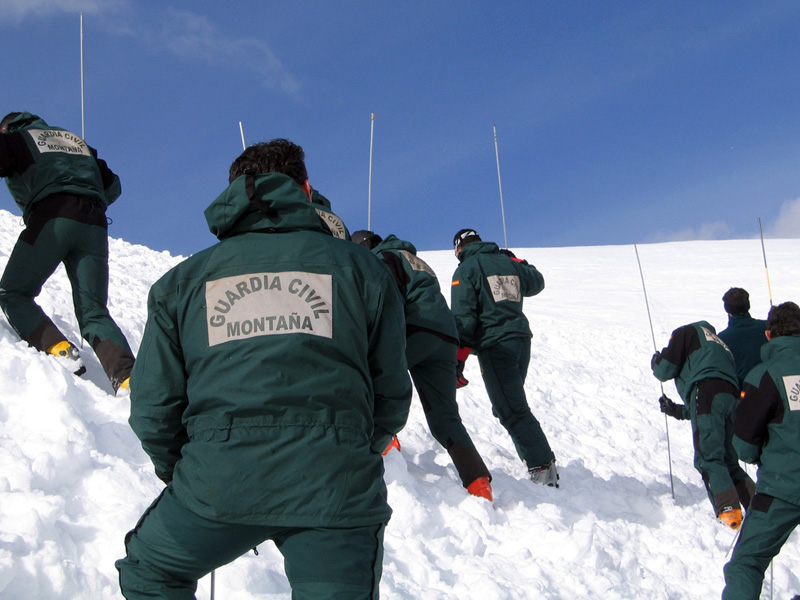
Rescate de un sepultado en avalancha.

## Distintivo de los GREIM
El distintivo tradicional y todavía de uso como emblema de uniformidad de los GREIM consiste en una insignia de forma ovalada de 50 mm de alto por 29 mm de ancho, coloreada en esmalte fino y con sus piezas ribeteadas en oro. Se trata de un campo cortado donde aparece representado un paisaje en su parte superior. Sobre fondo azul pálido alta montaña nevada a la que se superpone baja montaña de cimas obtusas en color marrón, en parte inferior campo de sinople. Sobre esto, en su parte central, la representación de un juego de esquís de madera en aspa o sotuer en su color; verticalmente piolet con mango de madera en color más oscuro. En su centro superpuesto a los grupos anteriores y en primer plano, losange esmaltado de de gules con escudo de la Guardia Civil y fileteado de oro. En su parte exterior presenta bordura de gules de 3,5 mm de grosor con las inscripciones «SERVICIO DE MONTAÑA» en jefe y «GUARDIA CIVIL» en punta, escritas con letras de oro.
Mediante la Orden General nº 35 de la Dirección General de la Guardia Civil, aprobada en 1997 y objeto de varias modificaciones entre 1998 y 2003, se llevó a cabo una reforma de los emblemas de las unidades de la Guardia Civil para facilitar la identificación de sus agentes mediante un conjunto de distintivos de permanencia y de título, que acreditan tanto el destino en el que se encuentra cada componente como los cursos de especialización que ha realizado. Los Grupos de Montaña adoptaron como motivo central de sus nuevos distintivos y escudo una flor de Edelweiss sobre fondo azul, un símbolo muy extendido entre las unidades militares de montaña y sociedades de alpinismo. Los distintivos de permanencia de cada unidad se identificaron con una pieza heráldica (figura) horizontal y situada en la parte superior denominada jefe, de color azul y decorada con la cifra de la Guardia Civil. La realización de cursos de especialización da derecho a portar otros distintivos con el jefe heráldico de color rojo y que se conservan con independencia de la unidad en la que se encuentren destinados su titulares.
Finalmente se alcanzó un mayor grado de estandarización de los símbolos de la Guardia Civil con la Orden General nº 4 de la Dirección General de la Guardia Civil, aprobada el 7 de mayo de 2015, completada en lo relativo a los escudos y a los distintivos de permanencia por la Circular 1/2014 de la Dirección Adjunta Operativa de la Guardia Civil que actualiza el Anexo II de la Orden General nº 10, de 2012, sobre Honores Militares en la Guardia Civil; y la Instrucción Técnica 1/2016, de 20 de mayo de la Subdirección General de Personal, sobre los criterios para el uso de los distintivos mencionados. A raíz de estas últimas reformas se introdujeron los elementos del emblema tradicional (excepto la bordura roja con sus inscripciones) en el escudo de los GREIM, que de forma excepcional ha recuperado su forma ovalada. La flor de Edelweiss también ha sido sustituida en los distintivos de permanencia y título por los esquís y el piolet tradicionales, a los que se les ha añadido una cuerda de escalada. Todos estos elementos se representan de color amarillo o dorado. El color del fondo de los dos distintivos ha pasado del azul al verde, predominante en la insignia tradicional y asociado habitualmente con las montañas.

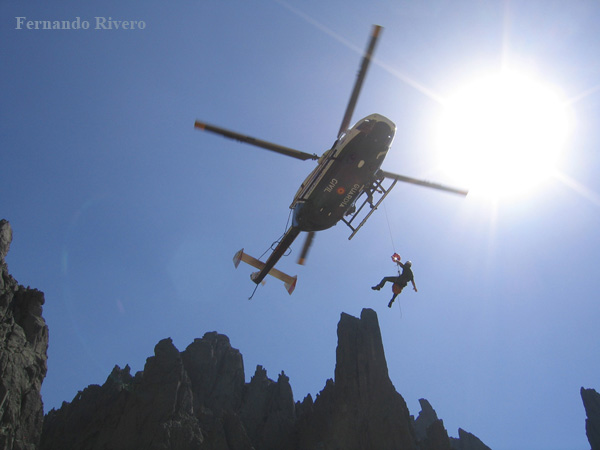
Evacuación en un helicóptero BK 117 del Servicio Aéreo de la Guardia Civil en Los Galayos, Gredos.

## Despliegue

### Órgano Central
Del que dependen la Jefatura y su Plana Mayor. La Jefatura de los GREIM corre a cargo de un Coronel de la Guardia Civil en servicio activo y de dicha Jefatura dependen las siguientes Unidades:

#### Unidad Especial de Montaña
Estará al mando de un Suboficial de la Guardia Civil, en situación de servicio activo y en posesión del título de Instructor de Montaña. Esta Unidad tendrá como misión específica el asesoramiento al Jefe del Servicio, el apoyo especializado a otras Unidades de montaña, así como la investigación y experimentación de nuevas técnicas y procedimientos específicos de actuación y de material, vestuario y equipo.

#### Equipo de Competición
Estará al mando de un Oficial de la Guardia Civil en situación de servicio activo. Tendrá como misión específica representar al Cuerpo en las competiciones deportivas de montaña. Es el equipo de competición más antiguo de la Guardia Civil tras el de Tiro. Sus inicios se remontan al año 1960 en que los guardias de las Comandancias de Fronteras fueron invitados a competir contra los aduaneros franceses. En 1984 algunos de los componentes de dicho Equipo representaron a España en los Juegos Olímpicos de Invierno celebrados en Sarajevo (Yugoslavia), en 2006 en Turín (Italia) y en el año 2010 en Vancouver (Canadá).
En la actualidad existen dos equipos de competición, el de Fondo-Biathlón y el de Esquí-Alpinismo que realizan sus concentraciones en Jaca de manera permanente. Por otro lado se encuentra el Equipo de Esquí Alpino que realiza su concentración una semana antes de los Campeonatos Militares de Esquí que se celebran anualmente.

#### Grupo Alpinístico Expedicionario
Creado en 1999 para encauzar las inquietudes de los especialistas de la Guardia Civil que realizaban actividades de montaña en el extranjero por cuenta propia. Desde su formación han alcanzado cumbres de la Cordillera Blanca del Perú (Huascarán, Artesonraju, etc.), Patagonia chilena (Torres del Brujo) y del Himalaya (Cho Oyu y Everest).

#### Centro de Adiestramientos Específicos de Montaña (CAEM)
Es el centro docente de perfeccionamiento responsable de la enseñanza de especialización dirigida al personal que se integre en las unidades de montaña. El mando y dirección del CAEM. será ejercido por un Comandante de la Guardia Civil en situación de servicio activo y diplomado en montaña dependiente del Coronel Jefe del Servicio de Montaña. De las enseñanzas impartidas en el Centro, además de los miembros de la Guardia Civil se han beneficiado también alumnos de Cuerpos extranjeros de constitución similar a la Guardia Civil de Bolivia, Argentina, Chile, Ecuador, México y Marruecos, estableciéndose intercambios de colaboración con la Gendarmería Nacional de Francia y el Arma de Carabineros y la Guardia de Finanzas de Italia.
Por el Centro han pasado también miembros de Protección Civil, Bomberos y Médicos que realizan los cursos del CUEMUM (Médicos Especializados en Medicina de Montaña), una de cuyas fases se realiza en el CAEM.

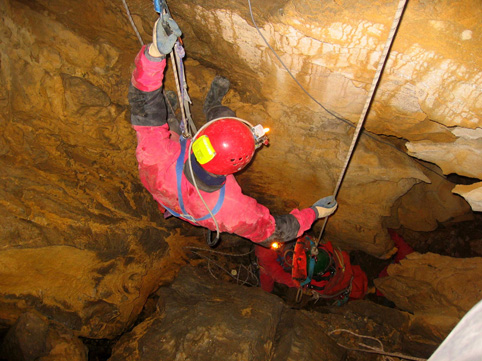
Espeleosocorro.

### Organización Periférica
Del Coronel Jefe del Servicio de Montaña dependen técnicamente los oficiales Jefes de Área de Montaña y a su vez de estos las diferentes Unidades con la distribución siguiente:
- Área de Jaca:

SEREIM de Jaca, GREIM de Boltaña, GREIM de Benasque, GREIM de Pamplona, EREIM de Huesca, EREIM de Panticosa, EREIM de Tarazona y EREIM de Mora de Rubielos.
- Área de Cangas de Onís:

SEREIM de Cangas de Onís, GREIM de Mieres, GREIM de Potes, GREIM de Sabero y EREIM de Puebla de Trives. 
- Área de Navacerrada:

SEREIM de Navacerrada, GREIM de El Barco de Ávila, EREIM de Arenas de San Pedro, EREIM de Riaza y EREIM de Ezcaray.
- Área de Granada:

SEREIM de Granada, GREIM de Palma de Mallorca, GREIM de Tenerife, EREIM de Álora y EREIM de Onteniente.
El ámbito territorial de actuación de cada una de estas UREIM´s corresponde a uno o varios macizos montañosos en los que prestan servicio de acuerdo con la proximidad a los mismos

## Formación
Para la formación de los guardias civiles especialistas en montaña el cuerpo cuenta con un Centro específico con la denominación de CAEM (Centro de Adiestramientos Específicos de Montaña), ya mencionado en el apartado Despliegue de este mismo artículo, situada en Candanchú (Huesca), bajo la dirección de un comandante de la Guardia Civil y donde tras un período de formación de 10 meses se pasa a formar parte de los GREIM. Durante dicho período de formación los miembros de la Benemérita que previamente han superado una serie de pruebas físicas reciben clases y realizan prácticas de vida y movimiento en montaña, espeleología, espeleosocorro, rescate en pared, topografía, esquí de pista y montaña, escalada en alta montaña en roca y hielo y escalada deportiva en roca, así como técnicas de primeros auxilios.

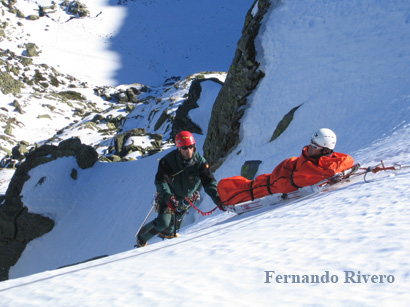
El GREIM de Barco de Ávila en un rescate en corredor de hielo.

Actualmente[¿cuándo?] la formación impartida por la Escuela de Montaña de la Guardia Civil es la única homologada en España por la Comisión Internacional de Socorros Alpinos (CISA) para la realización de rescate en montaña con título oficial.[cita requerida]

## Estadísticas
La estadística mostrada sólo refleja los rescates realizados por la Guardia Civil de Montaña en España, no disponiéndose de un observatorio nacional que pudiera estudiar todos los accidentes que ocurren y en cuyos rescates participan otros grupos de socorro. El estudio de toda esa siniestralidad ayudaría a los organismos competentes a orientar las campañas de prevención que reducirían el número de accidentes. Desde 1981 hasta el 31 de diciembre de 2013 han realizado un total de 16 607 rescates en montaña, cavidades subterráneas y lugares de difícil acceso con la siguiente distribución anual:
| AÑO     | MUERTOS | HERIDOS | ILESOS | FALSAS ALARMAS   | TOTAL INTERVENCIONES |
| 1981    | 11      | 39      | 72     | Sin contabilizar | 64                   |
| 1982    | 41      | 91      | 90     | Sin contabilizar | 124                  |
| 1983    | 23      | 91      | 91     | Sin contabilizar | 145                  |
| 1984    | 35      | 117     | 121    | Sin contabilizar | 177                  |
| 1985    | 34      | 82      | 127    | Sin contabilizar | 155                  |
| 1986    | 44      | 100     | 116    | Sin contabilizar | 198                  |
| 1987    | 67      | 138     | 154    | Sin contabilizar | 242                  |
| 1988    | 45      | 142     | 181    | Sin contabilizar | 244                  |
| 1989    | 50      | 152     | 202    | 32               | 234                  |
| 1990    | 70      | 218     | 268    | 61               | 337                  |
| 1991    | 74      | 189     | 276    | 33               | 333                  |
| 1992    | 61      | 225     | 311    | 38               | 344                  |
| 1993    | 60      | 290     | 353    | 45               | 424                  |
| 1994    | 69      | 297     | 350    | 57               | 427                  |
| 1995    | 75      | 331     | 414    | 35               | 487                  |
| 1996    | 77      | 337     | 586    | 41               | 530                  |
| 1997    | 58      | 339     | 646    | 28               | 543                  |
| 1998    | 67      | 320     | 612    | 47               | 511                  |
| 1999    | 63      | 364     | 454    | 44               | 558                  |
| 2000    | 55      | 317     | 659    | 22               | 530                  |
| 2001    | 78      | 450     | 1155   | 24               | 710                  |
| 2002    | 90      | 391     | 811    | 32               | 746                  |
| 2003    | 78      | 433     | 1043   | 24               | 740                  |
| 2004    | 103     | 417     | 571    | 20               | 700                  |
| 2005    | 90      | 444     | 862    | 31               | 725                  |
| 2006    | 97      | 396     | 858    | 27               | 741                  |
| 2007    | 84      | 447     | 789    | 50               | 771                  |
| 2008    | 104     | 458     | 789    | 65               | 881                  |
| 2009    | 94      | 465     | 729    | 102              | 779                  |
| 2010    | 106     | 622     | 735    | 92               | 809                  |
| 2011    | 113     | 449     | 792    | 68               | 761                  |
| 2012    | 83      | 469     | 845    | 77               | 815                  |
| 2013    | 94      | 475     | 1010   | 87               | 892                  |
| 2014    | 112     | 560     | 877    | 87               | 952                  |
| TOTALES | 2405    | 10 642  | 17 947 | 1215             | 17 559               |